# 博尔奈斯市镇
博尔奈斯市镇（瑞典語：Bollnäs kommun）是瑞典中东部耶夫勒堡省的一个市镇。其治所位于博爾奈斯。